# 西野川 (狛江市)

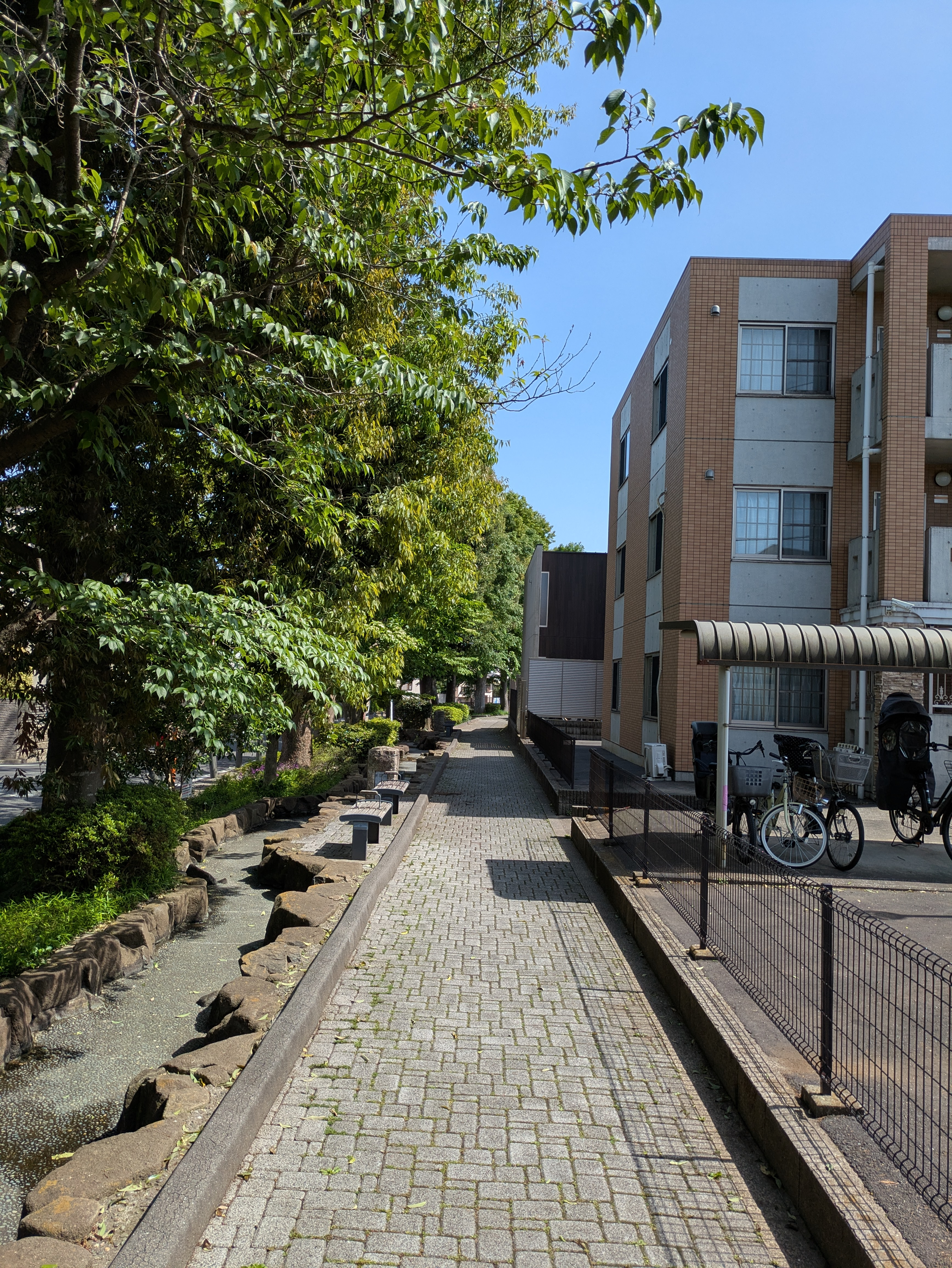
西野川せせらぎ

西野川（にしのがわ）は、東京都狛江市の地名。現行行政地名は西野川一丁目から西野川四丁目。郵便番号は201-0001（狛江郵便局管区）。

## 地理
狛江市の北部に位置する。東から時計回りに東野川、和泉本町、調布市国領町、菊野台、西つつじケ丘、及び入間町に隣接する。町内は主に住宅地として利用され、北には野川が流れている。

### 河川
- 野川

### 地価
住宅地の地価は、2015年（平成27年）1月1日の公示地価によれば、西野川2-22-14の地点で28万6000円/m2となっている。

## 歴史
西野川は1977年（昭和52年）住居表示施行前は覚東（がくとう）および小足立（こあだち）の一部であり、この地区はこの2大字を総称して小覚（こがく）とも呼ばれていたが、この2大字は東西の2地区に別れ飛び地が互いに交差して位置するという複雑な地理状況となっていた。住居表示実施を機に地名整理を実施し、都道武蔵野狛江線（松原通り）を境として覚東・小足立のうち松原通りの西側である上小足立と上覚東の地域が西野川と命名された。合わせて、松原通りの東側は東野川となった。
「野川」は、この地域の北側を抜けていて調布市との境でもある河川・野川に由来する。

## 世帯数と人口
2017年（平成29年）12月1日現在の世帯数と人口は以下の通りである。
| 丁目         | 世帯数    | 人口    |
| ------------ | --------- | ------- |
| 西野川一丁目 | 865世帯   | 1,840人 |
| 西野川二丁目 | 723世帯   | 1,609人 |
| 西野川三丁目 | 363世帯   | 833人   |
| 西野川四丁目 | 1,371世帯 | 2,882人 |
| 計           | 3,322世帯 | 7,164人 |

## 小・中学校の学区
市立小・中学校に通う場合、学区は以下の通りとなる。
| 丁目         | 番地 | 小学校             | 中学校                 |
| ------------ | ---- | ------------------ | ---------------------- |
| 西野川一丁目 | 全域 | 狛江市立緑野小学校 | 狛江市立狛江第四中学校 |
| 西野川二丁目 | 全域 | 狛江市立緑野小学校 | 狛江市立狛江第四中学校 |
| 西野川三丁目 | 全域 | 狛江市立緑野小学校 | 狛江市立狛江第四中学校 |
| 西野川四丁目 | 全域 | 狛江市立緑野小学校 | 狛江市立狛江第四中学校 |

## 交通

### 路線バス
- こまバス：狛江駅北口および市南部方面へ向かう循環バス。西野川地内に複数の停留所がある。
- 京王バス・小田急バス：松原通り上に「覚東」停留所がある[7]。また、和泉本町四丁目との境である公園通り沿いに「前原公園」停留所がある[8]。

### 道路
- 東京都道114号武蔵野狛江線（松原通り）

## 施設
- 狛江西野川郵便局
- 狛江市立中学校給食センター
- 狛江ファミリーテニスクラブ
- 地域包括支援センターこまえ正吉苑
- 前原公園
- 愛光女子学園 - 女子少年院。
- 都市再生機構神代団地 - 敷地内の南半が西野川にあたる。